# Libische Internationale Heilige Koran Memorisatie en Recitatie Competitie
De Libische Internationale Heilige Koran Memorisatie en Recitatie Competitie is een competitie voor het lezen, memoriseren en reciteren van de koran met deelnemers uit de hele moslimwereld. Meer dan 50 landen nemen deel aan deze wedstrijd. Dit programma wordt gehouden door de Libische Awqaf en het Ministerie van Islamitische Zaken. Het evenement organiseert koran recitatiewedstrijden op vele manieren. De wedstrijd is bedoeld om te communiceren en de hoogste en morele ethiek bij mensen te verhogen. Het promoot ook het correcte gebruik van klassiek Arabisch en moedigt kinderen aan om de Koran te bestuderen en te reciteren. Dit programma werd gehouden in de Al-Raied-moskee, in de stad Misurata.